# Erich Heinz Benedix
Erich Heinz Benedix (* 13. August 1914 in Dresden; † 11. März 1983 ebenda) war ein deutscher Botaniker und Mykologe. Sein botanisch-mykologisches Autorenkürzel lautet „Benedix“, früher war auch das Kürzel „Bx.“ in Gebrauch.

## Leben
Der Sohn eines Schulrektors studierte nach dem Abitur 1934 zunächst an der Technischen Hochschule Dresden Biologie und wechselte 1935 an die Universität Freiburg und ab 1936 an der Universität Jena. Seine akademischen Lehrer waren die Botaniker Friedrich Tobler-Wolff (1879–1957) und Hans Söding (1898–2001) in Jena, der Zoologe Hans Spemann und der Botaniker Friedrich Oehlkers in Freiburg, sowie Gerhard Lorbeer (1899–1945), Otto Renner und Theodor Herzog in Jena.
Bereits während seiner Studienzeit beschäftigte er sich insbesondere den Moosen und Pilzen. Studienreisen in dieser Zeit führten ihn auf die Insel Hiddensee, in die Bayerischen Alpen, in die Karpato-Ukraine, die Hohe Tatra und nach Ungarn.
Seine Dissertation über Indomalayische Cololejeuneen verfasste er unter der Anleitung von Theodor Herzog. Darin beschrieb er 14 neue Cololejeunea-Arten und führte die Subgenera Metalejeunea, Lasiolejeunea, Chondriolejeunea, Cryptoleleunea und Chlorolejenea ein. Er hat auch Lejeneaceen-Zeichnungen im 2. Teil der Lebermoos-Flora von Karl Müller (3. Aufl. 1957) beigesteuert.
Beim Bombenangriff auf Dresden im Februar 1945 wurde Benedix verschüttet und überlebte nur mit schweren körperlichen Behinderungen. Seine Dissertation schloss er 1947 ab. Danach arbeitete er freiberuflich, unter anderem mit Lehraufträgen für Mykologie an der Technischen Universität Dresden, dann als wissenschaftlicher Mitarbeiter am Institut für Kulturpflanzenforschung in Gatersleben, wo er im Bereich Taxonomie angestellt war. Ab dieser Zeit war er vor allem mykologisch tätig.
Sein mykologisches Hauptforschungsgebiet war die Systematik der Fruchtkörper-bildenden Ascomyceten. Darüber hinaus wurde er auch durch pilzfloristische Analysen von Thüringen bekannt.
1941 wurde er Mitglied der Deutschen Gesellschaft für Pilzkunde und bekleidete von 1957 bis 1963 zusammen mit Hans Kühlwein das Amt eines Schriftleiters der Zeitschrift für Pilzkunde. Damit war in dieser Zeit auch die Verbindung der Mykologen in der BRD und der DDR gewahrt.
1954 rief Benedix die Fachgruppe für Pilzkunde Dresden ins Leben, außerdem organisierte er 1954 und 1957 international besuchte Mykologentagungen in Dresden und 1961 in Gatersleben.
Benedix hat sich auch darum bemüht, das Wissen um die Pilze in eine breite Öffentlichkeit zu tragen. So gab er unter anderem Quartettspiele heraus. 1953 erschien Pilze jederzeit, 1966 eine Ausgabe unter dem Titel Pilze überall und 1972 Pilze nach Belieben.
Seine Pilz-Typen sind in München aufbewahrt, seine Moos-Belege in Jena.

## Schriften
- (1944) Pilzgänge um Jena – eine mykogeographische Skizze aus Ostthüringen. Mitteilungen des Thüringischen Botanischen Vereins 51:1 S. 255–317
- (1949) Neue Jenaer Pilzfunde: Mitteilungen des Thüringischen Botanischen Vereins (1)S 5–63
- (1955) Die Ascomycetengattung Leotia Will. Em. Bx. Und ihre Vertreter in Mitteleuropa. Feddes Repertorium (58): 198–208
- (1962–1972) Gattungsgrenzen bei höheren Discomyceten – Die Kulturpflanze. Berichte und Mitteilungen aus dem Institut für Kulturpflanzenforschung der Deutschen Akademie der Wissenschaften zu Berlin in Gatersleben.